# Bóng chuyền tại Thế vận hội Mùa hè 2008
Giải bóng chuyền (trong nhà và bãi biển) tại Thế vận hội Mùa hè 2008 diễn ra từ ngày 9 đến ngày 24 tháng 8 năm 2008 tại sân vận động Trong nhà Thủ đô, Nhà thi đấu Viện Công nghệ Bắc Kinh (bóng chuyền trong nhà) và Công viên Triều Dương (bóng chuyền bãi biển).

## Bảng huy chương
| Nội dung                 | Vàng                                        | Bạc                                              | Đồng                                      |
| ------------------------ | ------------------------------------------- | ------------------------------------------------ | ----------------------------------------- |
| Bóng chuyền nam          | Hoa Kỳ (USA)                                | Brasil (BRA)                                     | Nga (RUS)                                 |
| Bóng chuyền nữ           | Brasil (BRA)                                | Hoa Kỳ (USA)                                     | Trung Quốc (CHN)                          |
| Bóng chuyền bãi biển nam | Todd Rogers · và Phil Dalhausser · Hoa Kỳ   | Fabio Luiz Magalhães · và Marcio Araujo · Brasil | Ricardo Santos · và Emanuel Rego · Brasil |
| Bóng chuyền bãi biển nữ  | Kerri Walsh · và Misty May-Treanor · Hoa Kỳ | Wang Jie · và Tian Jia · Trung Quốc              | Zhang Xi · và Xue Chen · Trung Quốc       |

## Bóng chuyền trong nhà

### Nam
|  | Tứ kết                                                          | Tứ kết                                                       |                                                              |   | Bán kết               | Bán kết               |  |  | Tranh huy chương vàng | Tranh huy chương vàng |
|  |                                                                 |                                                              |                                                              |   |                       |                       |  |  |                       |                       |
|  | 20 tháng 8 năm 2008 - Bắc Kinh                                  |                                                              |                                                              |   |                       |                       |  |  |                       |                       |
|  |                                                                 |                                                              |                                                              |   |                       |                       |  |  |                       |                       |
|  | A1 Lỗi sử dụng {Braille cell}: đầu vào "USA" không được hỗ trợ. | 3                                                            |                                                              |   |                       |                       |  |  |                       |                       |
|  | A1 Lỗi sử dụng {Braille cell}: đầu vào "USA" không được hỗ trợ. | 3                                                            | 22 tháng 8 năm 2008 - Bắc Kinh                               |   |                       |                       |  |  |                       |                       |
|  | B4 Lỗi sử dụng {Braille cell}: đầu vào "SRB" không được hỗ trợ. | 2                                                            |                                                              |   |                       |                       |  |  |                       |                       |
|  | B4 Lỗi sử dụng {Braille cell}: đầu vào "SRB" không được hỗ trợ. | 2                                                            | Lỗi sử dụng {Braille cell}: đầu vào "USA" không được hỗ trợ. | 3 |                       |                       |  |  |                       |                       |
|  | 20 tháng 8 năm 2008 - Bắc Kinh                                  |                                                              | Lỗi sử dụng {Braille cell}: đầu vào "USA" không được hỗ trợ. | 3 |                       |                       |  |  |                       |                       |
|  |                                                                 | Lỗi sử dụng {Braille cell}: đầu vào "RUS" không được hỗ trợ. | 2                                                            |   |                       |                       |  |  |                       |                       |
|  | A3 Lỗi sử dụng {Braille cell}: đầu vào "BGR" không được hỗ trợ. | Lỗi sử dụng {Braille cell}: đầu vào "RUS" không được hỗ trợ. | 2                                                            | 1 |                       |                       |  |  |                       |                       |
|  | A3 Lỗi sử dụng {Braille cell}: đầu vào "BGR" không được hỗ trợ. |                                                              | 24 tháng 8 năm 2008 - Bắc Kinh                               | 1 |                       |                       |  |  |                       |                       |
|  | B2 Lỗi sử dụng {Braille cell}: đầu vào "RUS" không được hỗ trợ. | 3                                                            |                                                              |   |                       |                       |  |  |                       |                       |
|  | B2 Lỗi sử dụng {Braille cell}: đầu vào "RUS" không được hỗ trợ. | 3                                                            | Lỗi sử dụng {Braille cell}: đầu vào "USA" không được hỗ trợ. | 3 |                       |                       |  |  |                       |                       |
|  | 20 tháng 8 năm 2008 - Bắc Kinh                                  |                                                              | Lỗi sử dụng {Braille cell}: đầu vào "USA" không được hỗ trợ. | 3 |                       |                       |  |  |                       |                       |
|  |                                                                 | Lỗi sử dụng {Braille cell}: đầu vào "BRA" không được hỗ trợ. | 1                                                            |   |                       |                       |  |  |                       |                       |
|  | A2 Lỗi sử dụng {Braille cell}: đầu vào "ITA" không được hỗ trợ. | Lỗi sử dụng {Braille cell}: đầu vào "BRA" không được hỗ trợ. | 1                                                            | 3 |                       |                       |  |  |                       |                       |
|  | A2 Lỗi sử dụng {Braille cell}: đầu vào "ITA" không được hỗ trợ. | 22 tháng 8 năm 2008 - Bắc Kinh                               |                                                              | 3 |                       |                       |  |  |                       |                       |
|  | B3 Lỗi sử dụng {Braille cell}: đầu vào "POL" không được hỗ trợ. | 2                                                            |                                                              |   |                       |                       |  |  |                       |                       |
|  | B3 Lỗi sử dụng {Braille cell}: đầu vào "POL" không được hỗ trợ. | 2                                                            | Lỗi sử dụng {Braille cell}: đầu vào "ITA" không được hỗ trợ. | 1 |                       |                       |  |  |                       |                       |
|  | 20 tháng 8 năm 2008 - Bắc Kinh                                  |                                                              | Lỗi sử dụng {Braille cell}: đầu vào "ITA" không được hỗ trợ. | 1 |                       |                       |  |  |                       |                       |
|  |                                                                 | Lỗi sử dụng {Braille cell}: đầu vào "BRA" không được hỗ trợ. | 3                                                            |   | Tranh huy chương đồng | Tranh huy chương đồng |  |  |                       |                       |
|  | A4 Lỗi sử dụng {Braille cell}: đầu vào "CHN" không được hỗ trợ. | Lỗi sử dụng {Braille cell}: đầu vào "BRA" không được hỗ trợ. | 3                                                            | 0 | Tranh huy chương đồng | Tranh huy chương đồng |  |  |                       |                       |
|  | A4 Lỗi sử dụng {Braille cell}: đầu vào "CHN" không được hỗ trợ. |                                                              | 24 tháng 8 năm 2008 - Bắc Kinh                               | 0 |                       |                       |  |  |                       |                       |
|  | B1 Lỗi sử dụng {Braille cell}: đầu vào "BRA" không được hỗ trợ. | 3                                                            |                                                              |   |                       |                       |  |  |                       |                       |
|  | B1 Lỗi sử dụng {Braille cell}: đầu vào "BRA" không được hỗ trợ. | 3                                                            | Lỗi sử dụng {Braille cell}: đầu vào "RUS" không được hỗ trợ. | 3 |                       |                       |  |  |                       |                       |
|  |                                                                 |                                                              |                                                              |   |                       |                       |  |  |                       |                       |
|  | Lỗi sử dụng {Braille cell}: đầu vào "ITA" không được hỗ trợ.    | 0                                                            |                                                              |   |                       |                       |  |  |                       |                       |
|  | Lỗi sử dụng {Braille cell}: đầu vào "ITA" không được hỗ trợ.    | 0                                                            |                                                              |   |                       |                       |  |  |                       |                       |

### Nữ
|  | Tứ kết                         | Tứ kết                         |                                |   | Bán kết               | Bán kết               |  |  | Tranh huy chương vàng | Tranh huy chương vàng |
|  |                                |                                |                                |   |                       |                       |  |  |                       |                       |
|  | 19 tháng 8 năm 2008 - Bắc Kinh |                                |                                |   |                       |                       |  |  |                       |                       |
|  |                                |                                |                                |   |                       |                       |  |  |                       |                       |
|  | A1 Cuba                        | 3                              |                                |   |                       |                       |  |  |                       |                       |
|  | A1 Cuba                        | 3                              | 21 tháng 8 năm 2008 - Bắc Kinh |   |                       |                       |  |  |                       |                       |
|  | B4 Serbia                      | 0                              |                                |   |                       |                       |  |  |                       |                       |
|  | B4 Serbia                      | 0                              | Cuba                           | 0 |                       |                       |  |  |                       |                       |
|  | 19 tháng 8 năm 2008 - Bắc Kinh |                                | Cuba                           | 0 |                       |                       |  |  |                       |                       |
|  |                                | Hoa Kỳ                         | 3                              |   |                       |                       |  |  |                       |                       |
|  | A2 Hoa Kỳ                      | Hoa Kỳ                         | 3                              | 3 |                       |                       |  |  |                       |                       |
|  | A2 Hoa Kỳ                      |                                | 23 tháng 8 năm 2008 - Bắc Kinh | 3 |                       |                       |  |  |                       |                       |
|  | B2 Ý                           | 2                              |                                |   |                       |                       |  |  |                       |                       |
|  | B2 Ý                           | 2                              | Hoa Kỳ                         | 1 |                       |                       |  |  |                       |                       |
|  | 19 tháng 8 năm 2008 - Bắc Kinh |                                | Hoa Kỳ                         | 1 |                       |                       |  |  |                       |                       |
|  |                                | Brasil                         | 3                              |   |                       |                       |  |  |                       |                       |
|  | B3 Nga                         | Brasil                         | 3                              | 0 |                       |                       |  |  |                       |                       |
|  | B3 Nga                         | 21 tháng 8 năm 2008 - Bắc Kinh |                                | 0 |                       |                       |  |  |                       |                       |
|  | A3 Trung Quốc                  | 3                              |                                |   |                       |                       |  |  |                       |                       |
|  | A3 Trung Quốc                  | 3                              | Trung Quốc                     | 0 |                       |                       |  |  |                       |                       |
|  | 19 tháng 8 năm 2008 - Bắc Kinh |                                | Trung Quốc                     | 0 |                       |                       |  |  |                       |                       |
|  |                                | Brasil                         | 3                              |   | Tranh huy chương đồng | Tranh huy chương đồng |  |  |                       |                       |
|  | B1 Brasil                      | Brasil                         | 3                              | 3 | Tranh huy chương đồng | Tranh huy chương đồng |  |  |                       |                       |
|  | B1 Brasil                      |                                | 23 tháng 8 năm 2008 - Bắc Kinh | 3 |                       |                       |  |  |                       |                       |
|  | A4 Nhật Bản                    | 0                              |                                |   |                       |                       |  |  |                       |                       |
|  | A4 Nhật Bản                    | 0                              | Cuba                           | 1 |                       |                       |  |  |                       |                       |
|  |                                |                                |                                |   |                       |                       |  |  |                       |                       |
|  | Trung Quốc                     | 3                              |                                |   |                       |                       |  |  |                       |                       |
|  | Trung Quốc                     | 3                              |                                |   |                       |                       |  |  |                       |                       |

## Bóng chuyền bãi biển

### Nam
|  | Tứ kết                         | Tứ kết                         |                                |   | Bán kết               | Bán kết               |  |  | Tranh huy chương vàng | Tranh huy chương vàng |
|  |                                |                                |                                |   |                       |                       |  |  |                       |                       |
|  | 18 tháng 8 năm 2008 - Bắc Kinh |                                |                                |   |                       |                       |  |  |                       |                       |
|  |                                |                                |                                |   |                       |                       |  |  |                       |                       |
|  | Klemperer - Koreng (GER)       | 0                              |                                |   |                       |                       |  |  |                       |                       |
|  | Klemperer - Koreng (GER)       | 0                              | 20 tháng 8 năm 2008 - Bắc Kinh |   |                       |                       |  |  |                       |                       |
|  | Rogers - Dalhausser (USA)      | 2                              |                                |   |                       |                       |  |  |                       |                       |
|  | Rogers - Dalhausser (USA)      | 2                              | Rogers - Dalhausser (USA)      | 2 |                       |                       |  |  |                       |                       |
|  | 18 tháng 8 năm 2008 - Bắc Kinh |                                | Rogers - Dalhausser (USA)      | 2 |                       |                       |  |  |                       |                       |
|  |                                | Geor - Gia (GEO)               | 0                              |   |                       |                       |  |  |                       |                       |
|  | Nummerdor - Schuil (NED)       | Geor - Gia (GEO)               | 0                              | 0 |                       |                       |  |  |                       |                       |
|  | Nummerdor - Schuil (NED)       |                                | 22 tháng 8 năm 2008 - Bắc Kinh | 0 |                       |                       |  |  |                       |                       |
|  | Geor - Gia (GEO)               | 2                              |                                |   |                       |                       |  |  |                       |                       |
|  | Geor - Gia (GEO)               | 2                              | Rogers - Dalhausser (USA)      | 2 |                       |                       |  |  |                       |                       |
|  | 18 tháng 8 năm 2008 - Bắc Kinh |                                | Rogers - Dalhausser (USA)      | 2 |                       |                       |  |  |                       |                       |
|  |                                | M. Araujo - Fabio Luiz (BRA)   | 1                              |   |                       |                       |  |  |                       |                       |
|  | Ricardo-Emanuel (BRA)          | M. Araujo - Fabio Luiz (BRA)   | 1                              | 2 |                       |                       |  |  |                       |                       |
|  | Ricardo-Emanuel (BRA)          | 20 tháng 8 năm 2008 - Bắc Kinh |                                | 2 |                       |                       |  |  |                       |                       |
|  | Gibb - Rosenthal (USA)         | 0                              |                                |   |                       |                       |  |  |                       |                       |
|  | Gibb - Rosenthal (USA)         | 0                              | Ricardo-Emanuel (BRA)          | 0 |                       |                       |  |  |                       |                       |
|  | 18 tháng 8 năm 2008 - Bắc Kinh |                                | Ricardo-Emanuel (BRA)          | 0 |                       |                       |  |  |                       |                       |
|  |                                | M. Araujo - Fabio Luiz (BRA)   | 2                              |   | Tranh huy chương đồng | Tranh huy chương đồng |  |  |                       |                       |
|  | M. Araujo - Fabio Luiz (BRA)   | M. Araujo - Fabio Luiz (BRA)   | 2                              | 2 | Tranh huy chương đồng | Tranh huy chương đồng |  |  |                       |                       |
|  | M. Araujo - Fabio Luiz (BRA)   |                                | 22 tháng 8 năm 2008 - Bắc Kinh | 2 |                       |                       |  |  |                       |                       |
|  | Gosch - Horst (AUT)            | 0                              |                                |   |                       |                       |  |  |                       |                       |
|  | Gosch - Horst (AUT)            | 0                              | Geor - Gia (GEO)               | 0 |                       |                       |  |  |                       |                       |
|  |                                |                                |                                |   |                       |                       |  |  |                       |                       |
|  | Ricardo-Emanuel (BRA)          | 2                              |                                |   |                       |                       |  |  |                       |                       |
|  | Ricardo-Emanuel (BRA)          | 2                              |                                |   |                       |                       |  |  |                       |                       |

### Nữ
|  | Tứ kết                                                                                                 | Tứ kết                         |                                |   | Bán kết               | Bán kết               |  |  | Tranh huy chương vàng | Tranh huy chương vàng |
|  | |                                |                                |   |                       |                       |  |  |                       |                       |
|  | 17 tháng 8 năm 2008 - Bắc Kinh                                                                         |                                |                                |   |                       |                       |  |  |                       |                       |
|  | |                                |                                |   |                       |                       |  |  |                       |                       |
|  | [[Tập tin:Flag of the People's Republic of China.svg\|22x20px\|border\|alt=\|link=]] Tian - Wang (CHN) | 2                              |                                |   |                       |                       |  |  |                       |                       |
|  | [[Tập tin:Flag of the People's Republic of China.svg\|22x20px\|border\|alt=\|link=]] Tian - Wang (CHN) | 2                              | 19 tháng 8 năm 2008 - Bắc Kinh |   |                       |                       |  |  |                       |                       |
|  | Schwaiger - Schwaiger (AUT)                                                                            | 0                              |                                |   |                       |                       |  |  |                       |                       |
|  | Schwaiger - Schwaiger (AUT)                                                                            | 0                              | Tian - Wang (CHN)              | 2 |                       |                       |  |  |                       |                       |
|  | 17 tháng 8 năm 2008 - Bắc Kinh                                                                         |                                | Tian - Wang (CHN)              | 2 |                       |                       |  |  |                       |                       |
|  | | Xue - Zhang (CHN)              | 1                              |   |                       |                       |  |  |                       |                       |
|  | Branagh - Youngs (USA)                                                                                 | Xue - Zhang (CHN)              | 1                              | 0 |                       |                       |  |  |                       |                       |
|  | Branagh - Youngs (USA)                                                                                 |                                | 21 tháng 8 năm 2008 - Bắc Kinh | 0 |                       |                       |  |  |                       |                       |
|  | Xue - Zhang (CHN)                                                                                      | 2                              |                                |   |                       |                       |  |  |                       |                       |
|  | Xue - Zhang (CHN)                                                                                      | 2                              | Tian - Wang (CHN)              | 0 |                       |                       |  |  |                       |                       |
|  | 17 tháng 8 năm 2008 - Bắc Kinh                                                                         |                                | Tian - Wang (CHN)              | 0 |                       |                       |  |  |                       |                       |
|  | | Walsh - May-Treanor (USA)      | 2                              |   |                       |                       |  |  |                       |                       |
|  | França - Connelly (BRA)                                                                                | Walsh - May-Treanor (USA)      | 2                              | 0 |                       |                       |  |  |                       |                       |
|  | França - Connelly (BRA)                                                                                | 19 tháng 8 năm 2008 - Bắc Kinh |                                | 0 |                       |                       |  |  |                       |                       |
|  | Walsh - May-Treanor (USA)                                                                              | 2                              |                                |   |                       |                       |  |  |                       |                       |
|  | Walsh - May-Treanor (USA)                                                                              | 2                              | Walsh - May-Treanor (USA)      | 2 |                       |                       |  |  |                       |                       |
|  | 17 tháng 8 năm 2008 - Bắc Kinh                                                                         |                                | Walsh - May-Treanor (USA)      | 2 |                       |                       |  |  |                       |                       |
|  | | Antunes - Ribeiro (BRA)        | 0                              |   | Tranh huy chương đồng | Tranh huy chương đồng |  |  |                       |                       |
|  | Barnett - Cook (AUS)                                                                                   | Antunes - Ribeiro (BRA)        | 0                              | 0 | Tranh huy chương đồng | Tranh huy chương đồng |  |  |                       |                       |
|  | Barnett - Cook (AUS)                                                                                   |                                | 21 tháng 8 năm 2008 - Bắc Kinh | 0 |                       |                       |  |  |                       |                       |
|  | Antunes - Ribeiro (BRA)                                                                                | 2                              |                                |   |                       |                       |  |  |                       |                       |
|  | Antunes - Ribeiro (BRA)                                                                                | 2                              | Xue - Zhang (CHN)              | 2 |                       |                       |  |  |                       |                       |
|  | |                                |                                |   |                       |                       |  |  |                       |                       |
|  | Antunes - Ribeiro (BRA)                                                                                | 0                              |                                |   |                       |                       |  |  |                       |                       |
|  | Antunes - Ribeiro (BRA)                                                                                | 0                              |                                |   |                       |                       |  |  |                       |                       |